# Andrés Aguilar Mawdsley
Andrés Aguilar Mawdsley (Caracas, 10 de julio de 1924 - La Haya, Países Bajos, 24 de octubre de 1995) fue un abogado venezolano. Fue ministro de Justicia en el segundo gobierno de Rómulo Betancourt entre 1959 y 1962.

## Carrera
Aguilar se formó en Derecho civil, con una especialización en Derecho internacional. Fue profesor en la Universidad Católica Andrés Bello y en la Universidad Central de Venezuela, siendo decano de esta última. En el primer gobierno de Rafael Caldera se desempeñó en cargos diplomáticos: entre 1969 y 1972, como representante permanente de Venezuela ante las Naciones Unidas, y entre 1972 a 1974, embajador en los Estados Unidos. 
Fue miembro de la Comisión Interamericana de Derechos Humanos. En 1991 fue elegido juez ante la Corte Internacional de Justicia. En febrero de 1980 se incorporó, en el Sillón 9, a la Academia de Ciencias Políticas y Sociales.